# Cementerio municipal de Barcelona
El Cementerio municipal de Barcelona (también llamado "Unidad Cementerio Municipal de Barcelona"), es un cementerio localizado en la Av. PM Freites, en el municipio Simón Bolívar de la ciudad de Barcelona la capital del estado Estado Anzoátegui al noreste del país sudamericano de Venezuela. 
Se trata de un espacio de propiedad y administración pública gestionado por el gobierno del Municipio Simón Bolívar a través de la Dirección de Servicios Públicos de la Alcaldía. La seguridad está a cargo de la Policía municipal de Bolívar y la policía del Estado Anzoátegui.